# Sottogruppo degli anfiboli di magnesio-ferro-manganese
Il sottogruppo degli anfiboli di magnesio-ferro-manganese è un sottogruppo di minerali appartenente al gruppo degli idrossi-fluoro-cloro-anfiboli definito dall'IMA nel 2012.
I minerali che fanno parte del sottogruppo sono i seguenti:
- antofillite
- cummingtonite
- ferro-anthophyllite
- ferro-gedrite
- gedrite
- grunerite
- proto-anthophyllite
- proto-ferro-anthophyllite
- proto-ferro-suenoite
- manganocummingtonite[2]
- manganogrunerite[2]
- sodicanthophyllite[2]
- sodic-ferro-anthophyllite[2]
- sodic-ferrogedrite[2]
- sodicgedrite[2]